# 持久戦論
「持久戦論」（じきゅうせんろん）は、毛沢東によって著された論文。
原題は「論持久戦」（繁: 論持久戰, 簡: 论持久战）。日本語訳題としては、他に「持久戦を論ず」「持久戦について」等がある。
1938年5月26日から6月3日にかけて、延安で行われた抗日戦争研究会で行われた講演である。講演の翌月には週刊誌『解放』に掲載され、さまざまな雑誌・新聞に転載された。また、『実践論』『矛盾論』とともに、中国人民抗日軍政治大学の必読教材ともなった。
日本では、雑誌『改造』1938年10月号に「持久戦を論ず」の題名で翻訳紹介された。誌面には訳者の名前は出されなかったが、増田渉の訳で、毛沢東の著作の日本語訳としては最も早い時期のものである。

## 概要
抗日戦争のさなかである1938年に刊行され、抗日戦争の勝利、中国革命の展開およびその相互連関性を明らかにした。抗日戦争を三つの段階に分け、最初の二つの段階を持久の段階として、この持久の段階というのは三段階目の決戦時期までの準備段階であるとした。
中国では、「持久戦論」は米中貿易戦争で再び脚光を浴びて増刷に増刷を重ねるなど現代でも影響力を持っている。

## 主な日本語訳
- 『持久戦論』中支経済研究所、1938年12月。
- 「持久戦論」『毛沢東抗戦言論選集』大東亜省総務局、1944年7月。
- 「持久戦論」『毛沢東選集 1』尾崎庄太郎訳 人民社、1946年9月。
- 「持久戦を論ず」『毛沢東選集 上巻』日華学芸懇話会訳編 日本評論社、1947年。
- 「持久戦を論ず」『毛沢東主要言論集』外務省調査局第五課、1948年。
- 「持久戦論」毛沢東『わが消滅戦 戦争における中共の戦略及び戦術』内山信三編 世紀書房、1951年。
- 「持久戦を論ず」『テーゼ集 中国篇』日刊労働通信社編 日刊労働通信社、1952年1月。
- 「持久戦論」毛沢東『戦争論』内山信三訳 彰考書院、1952年。
- 「持久戦論」『毛沢東選集 3』毛沢東選集刊行会編訳 三一書房、1952年。
- 「持久戦について」『毛沢東選集 第2巻 上』日本共産党中央委員会毛沢東選集翻訳委員会訳 日本共産党中央委員会出版部、1965年。
- 「持久戦について」浅川謙次・安藤彦太郎訳 『世界の大思想 II-16 毛沢東』河出書房新社、1967年10月。
- 「持久戦について」『毛沢東選集 第2巻 上』外文出版社、1968年。
- 「持久戦について」『軍事六篇 下』浅川謙次訳 東方書店、1968年。
- 「持久戦について」『毛沢東軍事論文選』外文出版社、1969年。
- 「持久戦論」『戦略論大系 7 毛沢東』戦略研究学会編 芙蓉書房出版、2004年3月。 ISBN 4829503084
- 「持久戦論（抄）」近藤邦康訳 『新編原典中国近代思想史 第6巻 救国と民主 抗日戦争から第二次世界大戦へ』岩波書店、2011年3月。 ISBN 978-4-00-028226-0
- 「持久戦について（抄）」『中国人の日本観 第2巻 二十一か条要求から日本敗戦まで』『中国人の日本観』編集委員会編 社会評論社、2012年8月。 ISBN 978-4-7845-1512-7